# Milán AC 1990/1991
AC Milán v sezóně 1990/1991 (tehdy pod názvem Milán AC) obsadil druhé místo v Serii A se ztrátou pěti bodů na Sampdorii Janov. V PMEZ postoupil do čtvrtfinále, kde prohrál s Olympique Marseille. V Italském poháru postoupil do semifinále, kde prohrál s AS Roma. Stal se vítězem Superpoháru UEFA po výhře nad Sampdorií Janov a vítězem Interkontinentálního poháru po výhře nad paraguayským týmem Club Olimpia.

## Soupiska a statistiky
| Post           | Jméno                 | Narozen      | Stát       | Liga z/g | Pohár z/g | PMEZ z/g | SP+IP+SI z/g | Celkem |
| -------------- | --------------------- | ------------ | ---------- | -------- | --------- | -------- | ------------ | ------ |
| Brankáři       |                       |              |            |          |           |          |              |        |
| Brankář        | Andrea Pazzagli       | 18. 1. 1960  | Itálie     | 25/16    | 0/0       | 3/1      | 2+1+0/1+0+0  | 31/18  |
| Brankář        | Sebastiano Rossi      | 20. 7. 1964  | Itálie     | 9/3      | 8/4       | 1/0      | 0+0+0/0+0+0  | 18/7   |
| Brankář        | Massimo Taibi         | 18. 2. 1970  | Itálie     | 0/0      | 0/0       | 0/0      | 0+0+0/0+0+0  | 0/0    |
| Obránci        |                       |              |            |          |           |          |              |        |
| Obránce        | Franco Baresi         | 8. 5. 1960   | Itálie     | 31/0     | 1/0       | 3/0      | 2+1+0/0+0+0  | 38/0   |
| Obránce        | Mauro Tassotti        | 19. 1. 1960  | Itálie     | 28/0     | 2/0       | 4/0      | 2+1+0/0+0+0  | 37/0   |
| Obránce        | Paolo Maldini         | 26. 6. 1968  | Itálie     | 26/4     | 3/0       | 4/0      | 2+1+0/0+0+0  | 35/4   |
| Obránce        | Alessandro Costacurta | 24. 4. 1966  | Itálie     | 25/0     | 3/0       | 4/0      | 2+1+0/0+0+0  | 35/0   |
| Obránce        | Filippo Galli         | 19. 5. 1963  | Itálie     | 20/0     | 6/0       | 1/0      | 2+1+0/0+0+0  | 30/0   |
| Obránce        | Stefano Carobbi       | 16. 1. 1964  | Itálie     | 9/0      | 7/0       | 0/0      | 0+0+0/0+0+0  | 16/0   |
| Obránce        | Gian Domenico Costi   | 10. 3. 1969  | Itálie     | 2/0      | 7/0       | 0/0      | 0+0+0/0+0+0  | 9/0    |
| Obránce        | Stefano Nava          | 19. 2. 1969  | Itálie     | 2/0      | 7/0       | 0/0      | 0+0+0/0+0+0  | 9/0    |
| Obránce        | Roberto Bandirali     | 24. 3. 1972  | Itálie     | 0/0      | 1/0       | 0/0      | 0+0+0/0+0+0  | 1/0    |
| Záložníci      |                       |              |            |          |           |          |              |        |
| Záložník       | Alberigo Evani        | 1. 1. 1963   | Itálie     | 24/3     | 2/0       | 4/0      | 2+0+0/1+0+0  | 32/4   |
| Záložník       | Frank Rijkaard        | 30. 9. 1962  | Nizozemsko | 30/3     | 2/0       | 4/0      | 2+1+0/1+2+0  | 39/6   |
| Záložník       | Roberto Donadoni      | 9. 9. 1963   | Itálie     | 26/2     | 1/0       | 3/0      | 2+1+0/0+0+0  | 33/2   |
| Záložník       | Carlo Ancelotti       | 10. 6. 1959  | Itálie     | 21/1     | 4/0       | 4/0      | 2+0+0/0+0+0  | 31/1   |
| Záložník       | Angelo Carbone        | 23. 3. 1968  | Itálie     | 21/0     | 2/0       | 2/1      | 1+0+0/0+0+0  | 27/1   |
| Záložník       | Giovanni Stroppa      | 24. 1. 1968  | Itálie     | 18/0     | 7/0       | 0/0      | 1+1+0/0+1+0  | 27/1   |
| Záložník       | Gianluca Gaudenzi     | 28. 12. 1965 | Itálie     | 12/0     | 6/0       | 2/0      | 1+1+0/0+0+0  | 22/0   |
| Záložník       | Stefano Salvatori     | 29. 12. 1967 | Itálie     | 0/0      | 4/1       | 0/0      | 0+0+0/0+0+0  | 4/1    |
| Záložník       | Demetrio Albertini    | 23. 8. 1971  | Itálie     | 0/0      | 2/0       | 0/0      | 0+0+0/0+0+0  | 2/0    |
| Záložník       | Costantino Borneo     | 17. 9. 1972  | Itálie     | 0/0      | 1/1       | 0/0      | 0+0+0/0+0+0  | 1/1    |
| Záložník       | Davide Corti          | 31. 7. 1972  | Itálie     | 0/0      | 1/0       | 0/0      | 0+0+0/0+0+0  | 1/0    |
| Útočníci       |                       |              |            |          |           |          |              |        |
| Útočník        | Marco van Basten      | 31. 10. 1964 | Nizozemsko | 31/11    | 1/0       | 2/0      | 0+1+0/0+0+0  | 35/11  |
| Útočník        | Ruud Gullit           | 1. 9. 1962   | Nizozemsko | 26/7     | 1/0       | 4/1      | 2+1+0/1+0+0  | 34/9   |
| Útočník        | Daniele Massaro       | 23. 5. 1961  | Itálie     | 21/6     | 6/1       | 4/0      | 1+0+0/0+0+0  | 32/7   |
| Útočník        | Massimo Agostini      | 20. 1. 1964  | Itálie     | 15/2     | 8/2       | 1/0      | 1+0+0/0+0+0  | 25/4   |
| Útočník        | Marco Simone          | 7. 1. 1969   | Itálie     | 14/4     | 6/2       | 2/0      | 0+0+0/0+0+0  | 22/6   |
| Realizační tým |                       |              |            |          |           |          |              |        |
| Trenér         | Arrigo Sacchi         | 1. 4. 1946   | Itálie     | 34/0     | 8/0       | 4/0      | 2+1+0/0+0+0  | 49/0   |
| As. trenéra    | Italo Galbiati        | 8. 8. 1937   | Itálie     | 34/0     | 8/0       | 4/0      | 2+1+0/0+0+0  | 49/0   |

- - poznámka : brankaři mají góly obdržené

Během sezóny odešli:
Demetrio Albertini - Padova Calcio
Stefano Salvatori - AC Fiorentina